# Олександр Усик — Мурат Гассієв
Олександр Усик — Мурат Гассієв — боксерський 12-раундовий поєдинок у першій важкій вазі, який відбувся 21 липня 2018 року в спортивному комплексі «Олімпійський» в Москві. Поєдинок став фіналом 1-ї боксерської суперсерії у важкій вазі. На кону стояли чемпіонські пояси за WBC і WBO, які належали Усику, IBF і WBA super, які належали Гассієву, кубок Мохаммеда Алі, який став призом переможцю, а також вакантний титул абсолютного чемпіона світу з боксу в першій важкій вазі, чемпіона світу за версією журналу The Ring і титул спадкового чемпіона.
Після 12 раундів одноголосним рішенням суддів перемогу за очками здобув Олександр Усик.

## Передісторія
Поєдинок був заключною частиною першого сезону Всесвітньої боксерської серії супер у важкій вазі. Перед поєдинком обидва боксери провели переможні для себе чвертьфінальні та півфінальні бої. 9 вересня 2017 року в Берліні у першому чвертьфінальному бою Олександр Усик переміг технічним нокаутом у 10-му раунді Марко Хука (40-4-1). 21 жовтня того ж року Мурат Гассієв у 3-му раунді нокаутував Кшиштофа Влодарчика (53-3-1) і також потрапив до півфіналу. Півфінальний бій Олександра Усика пройшов у Ризі проти Майріса Брієдіса (23-0), бій виявився складним для обох боксерів, але після 12 раундів роздільним рішенням суддів перемога була присуджена Усику. 3 лютого 2018 року в Сочі відбувся другий півфінал між Муратом Гассієвим та Юніелом Дортікосом (22-0), у 12-му раунді Дортікас був двічі відправлений у нокдаун, а за 18 секунд до кінця раунду вилетів за межі рингу, після чого рефері зупинив бій. Відразу після цього поєдинку у Гассієва з Усиком пройшла дуель поглядів
Спочатку фінальний поєдинок турніру повинен був пройти в Джидді (Саудівська Аравія) 11 травня 2018 року, і повинен був сприяти розвитку боксу в Саудівській Аравії. У середині квітня 2018 року Олександр Усик заявив про те, що під час тренування він отримав травму ліктя, і через це не зможе провести бій 11 травня. Потім стало відомо, що Саудівська Аравія не готова прийняти поєдинок. Право на проведення матчу отримала Росія. Матч був призначений на 21 липня 2018 року, а місцем його проведення було обрано спортивний комплекс Олімпійський у Москві.
17 липня 2018 року був опублікований проморолик матчу. 19 липня відбулася передматчева пресконференція, на ній також пройшла ще одна дуель поглядів, в якій переміг Усик. 20 липня відбулося зважування, на якому вага обох боксерів дорівнював 90,3 кг. Також на зважуванні пройшла фінальна битва поглядів.
У підготовці Олександра Усика до поєдинку брав участь тренер Анатолій Ломаченко, який у цей час був порівняно вільним через травму свого сина Василя Ломаченка.

### Букмекерські ставки
У кінці червня — перших днях липня 2018 року ставки на перемогу Усика за очками приймалися з коефіцієнтом 1,44; на перемогу Усика нокаутом ставки приймалися з розрахунку 4,5. До 17 липня ставки на Олександра Усика почали різко падати, і склали 1,8. Ставки на перемогу Мурата Гассієва піднялися з 2,75 до 2, а ставки на нічию за рішенням трьох суддів піднялися з 21 до 19. До 20 липня ставки на перемогу Усика впали до коефіцієнта 1,9; а на Гассієва навпаки зросли до коефіцієнта 1,9.

## Перебіг поєдинку
Бій розпочався о 22 липня в 00 годин 21 хвилину.
1-й раунд пройшов у розвідці, обидва боксери викидали джеби (прямі удари) і нестримно пересувалися, при цьому Олександр Усик мав перевагу у швидкості і зайняв центр рингу.
У 2-му раунді Гассієв почав бити по печінці, але удари припали на захист, Усик же продовжив викидати джеби, при цьому постійно переміщаючись, в останню секунду раунду Усик пробив прямий удар у лоб Гассієву. У перерві між раундами Гассієв заявив тренеру про те, що не може знайти дистанцію.
У 3-му раунді Усик продовжив наносити легкі джеби, а Гассієв почав пробувати виконувати більш акцентовані удари, але Усик відразу ж випускав удари в голову Мурата. За останні 10 секунд раунду Гассієв завдав силового удару по голові українського боксера.
У 4-му раунді Мурат випустив акцентовані удари по корпусу, Усик же працював переважно серіями, які, утім, не були силовими. Наприкінці раунду Гассієву вдалося провести потужний удар у щелепу і він зміг потрясти Олександра, але Усик увійшов у клінч.
У 5-му раунді два удари випущених Гассієвим припали на стегно Усика, але це не вплинуло на його маневреність.
У 6-му раунді Усик почав пробивати швидкісні акцентовані комбінації й працювати аперкотами (ударами знизу), а один із ударів Мурата Гассієва знову припав нижче пояса.
У 7-му раунді внаслідок попадання Усика у Гассієва утворилася гематома під лівим оком.
8-й раунд пройшов із явною перевагою Олександра Усика, який працював переважно прямими ударами, а Гассієв практично не випускав удари.
9-й раунд розпочався з атаки Олександра Усика, спочатку Мурат Гассієв пішов у захист, а потім перейшов у контратаку. Удари Гассієва потрапляли у ціль, після чого Олександр Усик пішов у захист. На останніх секундах раунду Усик провів точний аперкот в щелепу Гассієва.
Значну частину 10-го раунду Усик провів у захисті, а Гассієв намагався атакувати, але більшість його ударів не потрапляли в ціль.
У середині 11-го раунду Усик пропустив силовий удар від Гассієва, але впродовж наступних кількох секунд маневрував по рингу, а потім завдав серію з десятка ударів.
Весь 12-й раунд Гассієв намагався довести до мети нокаутуючий удар, але безрезультатно. Усик же пересувався на ногах і намагався утримувати суперника на дистанції, завдаючи серії різких ударів у голову.
Перемогу за очками одноголосним рішенням судді здобув Олександр Усик. Рахунок суддівських записок 120—108 і двічі 119—109.
| Робін Тейлор | Робін Тейлор | Ді Мауро Фіоре | Ді Мауро Фіоре | Філіппе Вербке | Філіппе Вербке |
| ------------ | ------------ | -------------- | -------------- | -------------- | -------------- |
| Усик         | Гассієв      | Усик           | Гассієв        | Усик           | Гассієв        |
| 120          | 108          | 119            | 109            | 119            | 109            |

## Статистика ударів
| Всього випущено ударів | Усик    | Гассієв |
| ---------------------- | ------- | ------- |
| Випущено               | 939     | 313     |
| Попадань               | 252     | 91      |
| ККД                    | 26,84 % | 29,07 % |

| Попадання    | Усик | Гассієв |
| ------------ | ---- | ------- |
| Джеби        | 99   | 9       |
| Силові удари | 153  | 82      |

## Андеркарт
| Боксер                             |             | Боксер                                 |
| ---------------------------------- | ----------- | -------------------------------------- |
| Олександр Усик (14-0, 11 KO)       | UD12 (12)   | Мурат Гассієв (26-0, 19 KO)            |
| Майріс Брієдіс (23-1, 18 KO)       | UD10 (10)   | Брендон Делорьє (11-1-1, 1 KO)         |
| Сесілія Брекхус (33-0, 9 KO)       | UD10 (10×2) | Інна Сагайдаковська (7-0, 3 KO)        |
| Федір Чудінов (17-2, 12 KO)        | SD12 (12)   | Наджиб Мохаммеді (40-5, 23 KO)         |
| Деніс Шафіков (39-4-1, 20 KO)      | UD10 (10)   | Джон Джеміно (17-10-1)                 |
| Володимир Шишкін (6-0, 3 КО)       | KO5 (10)    | Гасан Гасанов (15-6-1, 12 KO)          |
| Сергій Богачук (9-0, 9 КО)         | RTD2 (10)   | Ніколозі Гвініашвіллі (19-11-4, 15 КО) |
| Магомед Мадиев (11-0, 4 КО)        | SD10 (10)   | Гуїдо Ніколас Пітто (25-5-1, 8 KO)     |
| Костянтин Пономарьов (34-0, 13 КО) | SD10 (10)   | Сергій Воробйов (6-0, 6 КО)            |
| Шахабас Махмудов (2-0, 2 КО)       | TKO1 (4)    | Малхаз Суджашвілі (10-2, 8 КО)         |
| Шігабудін Алієв (2-0, 2 KO)        | KO2 (4)     | Іраклій Гвенетадзе (10-8, 9 КО)        |

### Хід боїв андеркарту

#### Сесілія Брекхус — Інна Сагайдаковська
Поєдинок тривав увесь відведений час (10 раундів по 2 хвилини), і завершився перемогою Брекхус одноголосним рішенням суддів.

#### Федір Чудінов — Наджіб Мохаммеді
Поєдинок пройшов з перевагою Наджіба Мохаммеді, він завдав більше точних ударів по Федору Чудінову. Але після закінчення 12 раундів перемога роздільним рішенням суддів дісталася Чудінову. Рахунок суддівських записок: 115—113, 116—112 на користь Чудінова і 118—111 на користь Мохаммеді. Після оголошення результатів, глядачі почали освистувати рішення суддів.

#### Майріс Брієдіс — Брендон Делорьє
Брієдіс домінував протягом усього поєдинку, а Делорьє практично не викидав удари і практично весь час знаходився в обороні. У підсумку після закінчення десяти раундів перемогу одноголосним рішенням суддею (рахунок на всіх трьох суддівських записках був 100—90) здобув Майріс Брієдіс.

## Після бою
В інтерв'ю після бою Олександр Усик заявив, що хоче зустрітися з британським боксером Тоні Белью. Через декілька годин Тоні Белью висловився про готовність провести поєдинок. 23 липня промоутер британського боксера Едді Хирн заявив, що бій може відбутися в жовтні — листопаді 2018 року.
22 липня прем'єр-міністр України Володимир Гройсман заявив про можливе присвоєння Усику звання Героя України, але незабаром боксер публічно відкинув цю пропозицію.

## Відео
- WBSS Pre Fight Usik vs Gassiev на YouTube